# 格林代爾 (密蘇里州)
格林代爾（英語：Greendale）是位於美國密蘇里州聖路易斯縣的城市。

## 人口
根據2020年美國人口普查的數據，格林代爾的面積為0.50平方千米，皆為陸地。當地共有人口642人，而人口密度為每平方千米1,284人。